# Идиокрация
„Идиокрация“ (на английски: Idiocracy) е американски филм от 2006 година, научнофантастична комедия на режисьора Майк Джъдж, който е съсценарист с Етан Коен.
В центъра на сюжета е незрачен библиотекар, който е включен в експеримент с анабиоза и се събужда столетия по-късно в дистопично антиинтелектуално общество. Във филма участват Люк Уилсън, Мая Рудолф, Декс Шепард, Тери Крюз.